# 事故保險
事故保險是一种人身傷害保險，當被保险人发生意外出現受伤的情况後，可以直接向保險機構索要保险金。意外保险可以作為醫療保險的补充。每家保险公司可能会對何谓事故有自己的解釋。如果被保险人是因為醉酒或从事非法行为时受傷後可能無法獲賠。